# Населені пункти Роздільнянського району
Роздільнянський район складається з територій 9 територіальних громад, підпорядкованих Роздільнянській районній раді. Адміністративний центр — місто Роздільна. В районі знаходиться 209 населених пунктів: 1 місто, 5 смт, 2 селища і 201 село.
За кількістю населених пунктів Одеської області серед 7 районів посідає 3 місце (після Подільського та Березівського районів), за кількістю населення — 7, за площею — 6, за кількістю громад — 6.
Однойменні населені пункти: 2 Василівки, 2 Володимирівки, 2 Іванівки, 2 Кучургани, 2 села Нове, 2 Новопавлівки, 3 Новоселівки, 2 Оленівки, 2 Павлівки, 2 Перших Травня, 3 Петрівки, 2 Покровки, 2 села Стоянове. Всього — 28 сіл (13,4%).  
| Герб | Назва               | Статус | Громада                            | Колишня АТО                       | Колишній район            | Заснування/ Перша згадка | Населення, осіб   | Площа, км2 | Густота, осіб/км² | Індекс       | Код (+380-XXXX) | Виборча дільниця 139 округу                    |
| ---- | ------------------- | ------ | ---------------------------------- | --------------------------------- | ------------------------- | ------------------------ | ----------------- | ---------- | ----------------- | ------------ | --------------- | ---------------------------------------------- |
|      | Роздільна           | місто  | Роздільнянська міська громада      | Роздільнянська міська рада        | Роздільнянський район     | 1863                     | 17751(01.01.2020) | 9,77       | 1817              | 67400        | 4853            | 510727, 510728, 510729, 510730, 510731, 510732 |
|      | Велика Михайлівка   | смт    | Великомихайлівська селищна громада | Великомихайлівська селищна рада   | Великомихайлівський район | 1796                     | 5432(01.01.2020)  | 3,0        | 1837,6            | 67100        | 4859            | 510321, 510322, 510323                         |
|      | Затишшя             | смт    | Затишанська селищна громада        | Затишанська селищна рада          | Захарівський район        | 1865                     | 3537(01.01.2020)  | 5,94       | 596               | 66740        | 4860            | 510897, 510898                                 |
|      | Захарівка           | смт    | Захарівська селищна громада        | Захарівська селищна рада          | Захарівський район        | 1791                     | 5251(01.01.2020)  | 7,60       | 680,8             | 66702        | 4860            | 510911, 510912                                 |
|      | Лиманське           | смт    | Лиманська селищна громада          | Лиманська селищна рада            | Роздільнянський район     | 1798                     | 7249(01.01.2020)  | 5,05       | 1445,7            | 67452, 67453 | 4853            | 510733, 510734, 510735                         |
|      | Цебрикове           | смт    | Цебриківська селищна громада       | Цебриківська селищна рада         | Великомихайлівський район | 1819                     | 2777(01.01.2020)  | 5.87       | 469,16            | 67131        | 4859            | 510341                                         |
|      | Мигаєве             | селище | Новоборисівська сільська громада   | Мигаївська сільська рада          | Великомихайлівський район | 1810                     | 260               | 0,38       | 684,21            | 67152        | 4859            | 510328                                         |
|      | Дружба              | селище | Степанівська сільська громада      | Яковлівська сільська рада         | Роздільнянський район     | 1824                     | 20(01.01.2018)    | 0,683      | 26,35             | 67404        | 4853            | 510761                                         |
|      | Ангелінівка         | село   | Степанівська сільська громада      | Яковлівська сільська рада         | Роздільнянський район     | 1824                     | 326(01.01.2018)   | 1,494      | 186,08            | 67412        | 4853            | 510761                                         |
|      | Андрієво-Іванове    | село   | Роздільнянська міська громада      | Калантаївська сільська рада       | Роздільнянський район     | 1944                     | 184(01.01.2018)   | 0,469      | 409,38            | 67463        | 4853            | 510747                                         |
|      | Андрусова           | село   | Затишанська селищна громада        | Затишанська селищна рада          | Захарівський район        | 1865                     | 68                | 0,26       | 261,54            | 66741        | 4860            | 510895                                         |
|      | Антонівка           | село   | Роздільнянська міська громада      | Кам'янська сільська рада          | Роздільнянський район     | 1924                     | 41(01.01.2016)    | 0,264      | 253,79            | 67435        | 4853            | 510746                                         |
|      | Антоно-Ковач        | село   | Великоплосківська сільська громада | Слов'яносербська сільська рада    | Великомихайлівський район | 1852                     | 18                | 0,42       | 42,86             | 67142        | 4859            | 510337                                         |
|      | Багачеве            | село   | Великомихайлівська селищна громада | Полезненська сільська рада        | Великомихайлівський район | 1850                     | 61                | 0,241      | 253,11            | 67120        | 4859            | 510336                                         |
|      | Бакалове            | село   | Роздільнянська міська громада      | Старостинська сільська рада       | Роздільнянський район     | 1856                     | 128(01.01.2018)   | 0,558      | 279,57            | 67401        | 4853            | 510754                                         |
|      | Балашове            | село   | Захарівська селищна громада        | Захарівська селищна рада          | Захарівський район        | 1791                     | 119               | 0,4        | 297,5             | 66702        | 4860            | 510905                                         |
|      | Балкове             | село   | Роздільнянська міська громада      | Понятівська сільська рада         | Роздільнянський район     | 1839                     | 181(01.01.2016)   | 0,7        | 280               | 67429        | 4853            | 510753                                         |
|      | Бессарабка          | село   | Великомихайлівська селищна громада | Полезненська сільська рада        | Великомихайлівський район | 1848                     | 12                | 0,212      | 56,6              | 67120        | 4859            | 510336                                         |
|      | Бецилове            | село   | Роздільнянська міська громада      | Бецилівська сільська рада         | Роздільнянський район     | 1814                     | 353(01.01.2019)   | 1,573      | 290,53            | 67440        | 4853            | 510736                                         |
|      | Бірносове           | село   | Захарівська селищна громада        | Новозаріцька сільська рада        | Захарівський район        | 1857                     | 170               | 1,41       | 120,57            | 66721        | 4860            | 510904                                         |
|      | Благодатне          | село   | Роздільнянська міська громада      | Калантаївська сільська рада       | Роздільнянський район     | 1914                     | 308(01.01.2018)   | 0,498      | 618,47            | 67460        | 4853            | 510747                                         |
|      | Богданове Перше     | село   | Захарівська селищна громада        | Войничівська сільська рада        | Захарівський район        | 1838                     | 33                | 0,64       | 51,56             | 66744        | 4860            | 510896                                         |
|      | Богнатове           | село   | Роздільнянська міська громада      | Єреміївська сільська рада         | Роздільнянський район     | 1825                     | 17(01.01.2015)    | 0,053      | 320,75            | 67449        | 4853            | 510745                                         |
|      | Бринівка            | село   | Роздільнянська міська громада      | Єреміївська сільська рада         | Роздільнянський район     | 1824                     | 155(01.01.2015)   | 0,573      | 254,8             | 67445        | 4853            | 510744                                         |
|      | Бугай               | село   | Степанівська сільська громада      | Гаївська сільська рада            | Роздільнянський район     | 1836                     | 3(01.01.2019)     | 0,519      | 25,05             | 67411        | 4853            | 510740                                         |
|      | Будячки             | село   | Роздільнянська міська громада      | Виноградарська сільська рада      | Роздільнянський район     | 1896                     | 18(01.01.2015)    | 0,174      | 143,68            | 67477        | 4853            | 510739                                         |
|      | Бурдівка            | село   | Роздільнянська міська громада      | Єреміївська сільська рада         | Роздільнянський район     | 1824                     | 845(01.01.2015)   | 1,206      | 633,5             | 67443        | 4853            | 510745                                         |
|      | Буцинівка           | село   | Роздільнянська міська громада      | Буцинівська сільська рада         | Роздільнянський район     | 1922                     | 593(01.01.2016)   | 0,781      | 724,71            | 67461        | 4853            | 510738                                         |
|      | Вакарське           | село   | Великомихайлівська селищна громада | Новопетрівська сільська рада      | Великомихайлівський район | 1823                     | 41                | 0,31       | 132,26            | 67103        | 4859            | 510331                                         |
|      | Вакулівка           | село   | Роздільнянська міська громада      | Виноградарська сільська рада      | Роздільнянський район     | 1924                     | 729(01.01.2015)   | 1,429      | 473,06            | 67478        | 4853            | 510739                                         |
|      | Вапнярка            | село   | Степанівська сільська громада      | Марківська сільська рада          | Роздільнянський район     | 1834                     | 46(01.01.2018)    | 0,518      | 104,25            | 67404        | 4853            | 510751                                         |
|      | Василівка           | село   | Великомихайлівська селищна громада | Стоянівська сільська рада         | Великомихайлівський район | 1815                     | 177               |            |                   | 67113        | 4859            | 510339                                         |
|      | Василівка           | село   | Захарівська селищна громада        | Василівська сільська рада         | Захарівський район        | 1793                     | 484(01.01.2001)   | 1,66       | 292,17            | 66730        | 4860            | 510894                                         |
|      | Великокомарівка     | село   | Великомихайлівська селищна громада | Великокомарівська сільська рада   | Великомихайлівський район | 1810                     | 1278(01.01.2001)  | 2,28       | 560,53            | 67114        | 4859            | 510320                                         |
|      | Великоплоске        | село   | Великоплосківська сільська громада | Великоплосківська сільська рада   | Великомихайлівський район | 1820                     | 3344              | 6,223      | 537,36            | 67140        | 4859            | 510324                                         |
|      | Велізарове          | село   | Роздільнянська міська громада      | Старостинська сільська рада       | Роздільнянський район     | 1859                     | 139(01.01.2018)   | 0,359      | 490,25            | 67403        | 4853            | 510754                                         |
|      | Весела Балка        | село   | Затишанська селищна громада        | Затишанська селищна рада          | Захарівський район        | 1865                     | 179(01.01.2001)   | 0,46       | 389,13            | 66741        | 4860            | 510895                                         |
|      | Веселе              | село   | Роздільнянська міська громада      | Єреміївська сільська рада         | Роздільнянський район     | 1824                     | 41(01.01.2015)    | 0,687      | 66,96             | 67419        | 4853            | 510744                                         |
|      | Виноградар          | село   | Роздільнянська міська громада      | Виноградарська сільська рада      | Роздільнянський район     | 1924                     | 1710(01.01.2015)  | 1,424      | 1069,52           | 67472        | 4853            | 510739                                         |
|      | Виноградівка        | село   | Лиманська селищна громада          | Степова сільська рада             | Роздільнянський район     | 1964                     | 501(01.01.2019)   | 1,21       | 509,09            | 67451        | 4853            | 510759                                         |
|      | Вишневе             | село   | Цебриківська селищна громада       | Вишневська сільська рада          | Великомихайлівський район | 1787                     | 724(01.01.2020)   | 1,1        | 586,36            | 67123        | 4859            | 510326                                         |
|      | Водяне              | село   | Великомихайлівська селищна громада | Полезненська сільська рада        | Великомихайлівський район | 1950                     | 66                | 0,262      | 251,91            | 67120        | 4859            | 510336                                         |
|      | Войничеве           | село   | Захарівська селищна громада        | Войничівська сільська рада        | Захарівський район        | 1838                     | 448               | 0,98       | 457,14            | 66744        | 4860            | 510896                                         |
|      | Володимирівка       | село   | Затишанська селищна громада        | Торосівська сільська рада         | Захарівський район        | 1857                     | 10                | 0,23       | 43,48             | 66743        | 4860            | 510746                                         |
|      | Володимирівка       | село   | Роздільнянська міська громада      | Кам'янська сільська рада          | Роздільнянський район     | 1924                     | 324(01.01.2016)   | 1,398      | 212,45            | 67433        | 4853            | 510901                                         |
|      | Гаївка              | село   | Степанівська сільська громада      | Гаївська сільська рада            | Роздільнянський район     | 1836                     | 604(01.01.2019)   | 2,658      | 221,97            | 67411        | 4853            | 510740                                         |
|      | Галупове            | село   | Цебриківська селищна громада       | Саханська сільська рада           | Ширяївський район         | 1893                     | 10(01.01.2020)    | 0,26       | 15,38             | 66842        | 4858            | 510927 (округ № 138)                           |
|      | Гедеримове Перше    | село   | Затишанська селищна громада        | Затишанська селищна рада          | Захарівський район        | 1865                     | 75                | 2,23       | 33,63             | 66741        | 4860            | 510898                                         |
|      | Гетьманці           | село   | Степанівська сільська громада      | Марківська сільська рада          | Роздільнянський район     | 1892                     | 10(01.01.2018)    | 0,679      | 35,35             | 67404        | 4853            | 510751                                         |
|      | Гіржове             | село   | Великомихайлівська селищна громада | Полезненська сільська рада        | Великомихайлівський район | 1870                     | 310               | 0,55       | 563,64            | 67120        | 4859            | 510336                                         |
|      | Гірківка            | село   | Захарівська селищна громада        | Захарівська селищна рада          | Захарівський район        | 1791                     | 77                | 0,26       | 296,15            | 66702        | 4860            | 510905                                         |
|      | Гірське             | село   | Великомихайлівська селищна громада | Новоселівська сільська рада       | Великомихайлівський район | 1858                     | 214               | 0,48       | 445,83            | 67150        | 4859            | 510333                                         |
|      | Глибокояр           | село   | Захарівська селищна громада        | Захарівська селищна рада          | Захарівський район        | 1791                     | 174               | 0,61       | 285,25            | 66702        | 4860            | 510902                                         |
|      | Гребеники           | село   | Великомихайлівська селищна громада | Гребениківська сільська рада      | Великомихайлівський район | 1867                     | 104               | 5,11       | 196,4             | 67144        | 4859            | 510325                                         |
|      | Грушка              | село   | Великомихайлівська селищна громада | Комарівська сільська рада         | Великомихайлівський район | 1870                     | 15                | 0,19       | 78,95             | 67111        | 4859            | 510327                                         |
|      | Давидівка           | село   | Захарівська селищна громада        | Захарівська селищна рада          | Захарівський район        | 1791                     | 169               | 0,78       | 216,67            | 66702        | 4860            | 510905                                         |
|      | Данилівка           | село   | Новоборисівська сільська громада   | Першотравнева сільська рада       | Великомихайлівський район | 1927                     | 48                | 0,78       | 61,54             | 67154        | 4859            | 510334                                         |
|      | Дементівка          | село   | Захарівська селищна громада        | Мар'янівська сільська рада        | Захарівський район        | 1957                     | 93                | 0,25       | 372               | 66710        | 4860            | 510903                                         |
|      | Дівоцьке            | село   | Великомихайлівська селищна громада | Великокомарівська сільська рада   | Великомихайлівський район | 1867                     | 65                | 0,46       | 141,3             | 67114        | 4859            | 510320                                         |
|      | Добрий Лук          | село   | Новоборисівська сільська громада   | Новоборисівська сільська рада     | Великомихайлівський район | 1892                     | 95                | 0,32       | 296,88            | 67121        | 4859            | 510329                                         |
|      | Дружелюбівка        | село   | Затишанська селищна громада        | Затишанська селищна рада          | Захарівський район        | 1865                     | 61                | 0,82       | 74,39             | 66741        | 4860            | 510895                                         |
|      | Дурбайли            | село   | Новоборисівська сільська громада   | Новоборисівська сільська рада     | Великомихайлівський район | 1892                     | 15                | 0,302      | 49,67             | 67122        | 4859            | 510329                                         |
|      | Єлизаветівка        | село   | Захарівська селищна громада        | Захарівська селищна рада          | Захарівський район        | 1791                     | 69                | 0,38       | 181,58            | 66702        | 4860            | 510912                                         |
|      | Єреміївка           | село   | Роздільнянська міська громада      | Єреміївська сільська рада         | Роздільнянський район     | 1793                     | 688(01.01.2015)   | 2,102      | 273,55            | 67442        | 4853            | 510744                                         |
|      | Єрмішкове           | село   | Великомихайлівська селищна громада | Юрківська сільська рада           | Великомихайлівський район | 1901                     | 74                | 0,49       | 151,02            | 67144        | 4859            | 510325                                         |
|      | Желепове            | село   | Роздільнянська міська громада      | Бецилівська сільська рада         | Роздільнянський район     | 1856                     | 123(01.01.2019)   | 0,702      | 253,56            | 67437        | 4853            | 510737                                         |
|      | Жигайлове           | село   | Захарівська селищна громада        | Онилівська сільська рада          | Захарівський район        | 1893                     | 47                | 0,46       | 102,17            | 66722        | 4860            | 510906                                         |
|      | Загір'я             | село   | Затишанська селищна громада        | Затишанська селищна рада          | Захарівський район        | 1865                     | 258               | 0,66       | 390,91            | 66741        | 4860            | 510898                                         |
|      | Залізничне          | село   | Новоборисівська сільська громада   | Мигаївська сільська рада          | Великомихайлівський район | 1810                     | 83                | 0,36       | 230,56            | 67121        | 4859            | 510328                                         |
|      | Заможне             | село   | Новоборисівська сільська громада   | Першотравнева сільська рада       | Великомихайлівський район | 1929                     | 355               | 0,54       | 657,41            | 67154        | 4859            | 510334                                         |
|      | Іванівка            | село   | Новоборисівська сільська громада   | Новоборисівська сільська рада     | Великомихайлівський район | 1892                     | 91                | 0,315      | 288,89            | 67121        | 4859            | 510329                                         |
|      | Іванівка            | село   | Затишанська селищна громада        | Торосівська сільська рада         | Захарівський район        | 1857                     | 41                | 0,34       | 120,59            | 66743        | 4860            | 510901                                         |
|      | Івано-Миколаївка    | село   | Степанівська сільська громада      | Степанівська сільська рада        | Роздільнянський район     | 1893                     | 4(01.01.2019)     | 0,166      | 36,14             | 67431        | 4853            | 510757                                         |
|      | Іринівка            | село   | Цебриківська селищна громада       | Цебриківська селищна рада         | Великомихайлівський район | 1919                     | 37(01.01.2020)    | 0,777      | 72,07             | 67133        | 4859            | 510341                                         |
|      | Йосипівка           | село   | Захарівська селищна громада        | Йосипівська сільська рада         | Захарівський район        | 1793                     | 942               | 2,54       | 370,87            | 66731        | 4860            | 510899                                         |
|      | Калантаївка         | село   | Роздільнянська міська громада      | Калантаївська сільська рада       | Роздільнянський район     | 1856                     | 708(01.01.2018)   | 1,563      | 317,98            | 67464        | 4853            | 510747                                         |
|      | Кам'янка            | село   | Роздільнянська міська громада      | Кам'янська сільська рада          | Роздільнянський район     | 1924                     | 813(01.01.2016)   | 2,084      | 345,97            | 67432        | 4853            | 510746                                         |
|      | Капаклієве          | село   | Роздільнянська міська громада      | Новоукраїнська сільська рада      | Роздільнянський район     | 1793                     | 26(01.01.2019)    | 0,505      | 91,09             | 67406        | 4853            | 510752                                         |
|      | Карабанове          | село   | Захарівська селищна громада        | Карабанівська сільська рада       | Захарівський район        | 1849                     | 414               | 1,77       | 233,9             | 66711        | 4860            | 510900                                         |
|      | Кардамичеве         | село   | Великомихайлівська селищна громада | Новоселівська сільська рада       | Великомихайлівський район | 1859                     | 126               | 0,83       | 151,81            | 67150        | 4859            | 510333                                         |
|      | Карпівка            | село   | Роздільнянська міська громада      | Буцинівська сільська рада         | Роздільнянський район     | 1856                     | 141(01.01.2016)   | 0,609      | 264,37            | 67466        | 4853            | 510738                                         |
|      | Карпове             | село   | Роздільнянська міська громада      | Калантаївська сільська рада       | Роздільнянський район     | 1856                     | 4(01.01.2018)     | 0,211      | 37,91             | 67446        | 4853            | 510747                                         |
|      | Кістельниця         | село   | Великоплосківська сільська громада | Тростянецька сільська рада        | Великомихайлівський район | 1820                     | 86                | 0,54       | 159,26            | 67141        | 4859            | 510340                                         |
|      | Козакове            | село   | Новоборисівська сільська громада   | Полішпаківська сільська рада      | Великомихайлівський район | 1900                     | 232               | 0,48       | 483,33            | 67153        | 4859            | 510335                                         |
|      | Комарівка           | село   | Великомихайлівська селищна громада | Комарівська сільська рада         | Великомихайлівський район | 1859                     | 221               | 0,51       | 433,33            | 67111        | 4859            | 510327                                         |
|      | Кошари              | село   | Роздільнянська міська громада      | Кошарська сільська рада           | Роздільнянський район     | 1805                     | 894(01.01.2019)   | 1,143      | 739,28            | 67423        | 4853            | 510748                                         |
|      | Кошарка             | село   | Захарівська селищна громада        | Карабанівська сільська рада       | Захарівський район        | 1849                     | 136               | 0,58       | 234,48            | 66712        | 4860            | 510900                                         |
|      | Краснопіль          | село   | Затишанська селищна громада        | Затишанська селищна рада          | Захарівський район        | 1865                     | 53                | 0,99       | 53,54             | 66741        | 4860            | 510898                                         |
|      | Кримпулька          | село   | Захарівська селищна громада        | Карабанівська сільська рада       | Захарівський район        | 1849                     | 39                | 0,62       | 62,9              | 66712        | 4860            | 510900                                         |
|      | Кузьменка           | село   | Роздільнянська міська громада      | Буцинівська сільська рада         | Роздільнянський район     | 1887                     | 208(01.01.2016)   | 0,458      | 430,13            | 67465        | 4853            | 510738                                         |
|      | Кучурган            | село   | Великомихайлівська селищна громада | Соше-Острівська сільська рада     | Великомихайлівський район | 1815                     | 91                | 0,81       | 112,35            | 67110        | 4859            | 510338                                         |
|      | Кучурган            | село   | Лиманська селищна громада          | Кучурганська сільська рада        | Роздільнянський район     | 1808                     | 3700(01.01.2017)  | 3,423      | 970,4             | 67450        | 4853            | 510749, 510750                                 |
|      | Лозове              | село   | Роздільнянська міська громада      | Кошарська сільська рада           | Роздільнянський район     | 1887                     | 12(01.01.2019)    | 1,043      | 37,39             | 67439        | 4853            | 510748                                         |
|      | Лучинське           | село   | Степанівська сільська громада      | Гаївська сільська рада            | Роздільнянський район     | 1836                     | 725(01.01.2019)   | 2,011      | 294,88            | 67412        | 4853            | 510741                                         |
|      | Майорське           | село   | Захарівська селищна громада        | Захарівська селищна рада          | Захарівський район        | 1791                     | 392               | 1,28       | 306,25            | 66705        | 4860            | 510902                                         |
|      | Мала Топорівка      | село   | Захарівська селищна громада        | Онилівська сільська рада          | Захарівський район        | 1893                     | 59                | 0,35       | 168,57            | 66722        | 4860            | 510906                                         |
|      | Малоплоске          | село   | Великоплосківська сільська громада | Тростянецька сільська рада        | Великомихайлівський район | 1820                     | 70                | 0,42       | 166,67            | 67141        | 4859            | 510340                                         |
|      | Малорошове          | село   | Затишанська селищна громада        | Торосівська сільська рада         | Захарівський район        | 1857                     | 25                | 0,38       | 65,79             | 66743        | 4860            | 510901                                         |
|      | Малоцебрикове       | село   | Цебриківська селищна громада       | Цебриківська селищна рада         | Великомихайлівський район | 1897                     | 154(01.01.2020)   | 0,322      | 484,47            | 67131        | 4859            | 510341                                         |
|      | Мардарівка          | село   | Цебриківська селищна громада       | Цебриківська селищна рада         | Великомихайлівський район | 1897                     | 7(01.01.2020)     | 0,153      | 52,29             | 67133        | 4859            | 510903                                         |
|      | Марківка            | село   | Степанівська сільська громада      | Марківська сільська рада          | Роздільнянський район     | 1820                     | 305(01.01.2018)   | 1,601      | 189,88            | 67410        | 4853            | 510341                                         |
|      | Мартове             | село   | Новоборисівська сільська громада   | Першотравнева сільська рада       | Великомихайлівський район | 1929                     | 207               | 0,39       | 530,77            | 67154        | 4859            | 510751                                         |
|      | Мар'янівка          | село   | Захарівська селищна громада        | Мар'янівська сільська рада        | Захарівський район        | 1857                     | 108               | 0,75       | 144               | 66710        | 4860            | 510334                                         |
|      | Матишівка           | село   | Роздільнянська міська громада      | Кам'янська сільська рада          | Роздільнянський район     | 1824                     | 322(01.01.2016)   | 0,561      | 450,98            | 67407        | 4853            | 510746                                         |
|      | Мацкули             | село   | Новоборисівська сільська громада   | Новоборисівська сільська рада     | Великомихайлівський район | 1892                     | 85                | 0,411      | 206,81            | 67121        | 4859            | 510329                                         |
|      | Мигаї               | село   | Новоборисівська сільська громада   | Мигаївська сільська рада          | Великомихайлівський район | 1800                     | 634               | 0,38       | 1668,42           | 67151        | 4859            | 510328                                         |
|      | Миколаївка          | село   | Роздільнянська міська громада      | Виноградарська сільська рада      | Роздільнянський район     | 1887                     | 28(01.01.2015)    | 0,259      | 204,63            | 67490        | 4853            | 510739                                         |
|      | Міліардівка         | село   | Роздільнянська міська громада      | Буцинівська сільська рада         | Роздільнянський район     | 1920                     | 155(01.01.2016)   | 0,52       | 290,38            | 67467        | 4853            | 510738                                         |
|      | Муратове            | село   | Великомихайлівська селищна громада | Стоянівська сільська рада         | Великомихайлівський район | 1815                     | 30                | 0,39       | 76,92             | 67113        | 4859            | 510339                                         |
|      | Надія               | село   | Роздільнянська міська громада      | Старостинська сільська рада       | Роздільнянський район     | 1920                     | 153(01.01.2018)   | 0,743      | 251,68            | 67424        | 4853            | 510755                                         |
|      | Наливайкове         | село   | Новоборисівська сільська громада   | Полішпаківська сільська рада      | Великомихайлівський район | 1902                     | 134               | 0,86       | 155,81            | 67153        | 4859            | 510335                                         |
|      | Никомаврівка        | село   | Цебриківська селищна громада       | Саханська сільська рада           | Ширяївський район         | 1893                     | 184(01.01.2020)   | 0,63       | 369,84            | 66842        | 4858            | 510927 (округ № 138)                           |
|      | Нова Григорівка     | село   | Затишанська селищна громада        | Затишанська селищна рада          | Захарівський район        | 1965                     | 54                | 0,36       | 150               | 66741        | 4860            | 510895                                         |
|      | Нова Шибка          | село   | Захарівська селищна громада        | Карабанівська сільська рада       | Захарівський район        | 1849                     | 223               | 0,66       | 337,88            | 66713        | 4860            | 510900                                         |
|      | Нове                | село   | Лиманська селищна громада          | Щербанська сільська рада          | Роздільнянський район     | 1808                     | 40(01.01.2019)    | 0,191      | 439,79            | 67462        | 4853            | 510740                                         |
|      | Нове                | село   | Степанівська сільська громада      | Гаївська сільська рада            | Роздільнянський район     | 1836                     | 28(01.01.2019)    | 0,494      | 72,87             | 67411        | 4853            | 510760                                         |
|      | Новий Гребеник      | село   | Роздільнянська міська громада      | Старостинська сільська рада       | Роздільнянський район     | 1920                     | 26(01.01.2018)    | 0,97       | 23,71             | 67425        | 4853            | 510755                                         |
|      | Нові Бугори         | село   | Великомихайлівська селищна громада | Новоолександрівська сільська рада | Великомихайлівський район | 1890                     | 153               | 0,44       | 347,73            | 67114        | 4859            | 510330                                         |
|      | Нові Чобручі        | село   | Роздільнянська міська громада      | Старостинська сільська рада       | Роздільнянський район     | 1896                     | 1052(01.01.2018)  | 1,179      | 748,94            | 67481        | 4853            | 510754                                         |
|      | Новоантонівка       | село   | Великоплосківська сільська громада | Тростянецька сільська рада        | Великомихайлівський район | 1915                     | 28                | 0,32       | 87,5              | 67141        | 4859            | 510340                                         |
|      | Новоборисівка       | село   | Новоборисівська сільська громада   | Новоборисівська сільська рада     | Великомихайлівський район | 1892                     | 2277              | 2,227      | 1022,45           | 67121        | 4859            | 510329                                         |
|      | Новоградениця       | село   | Роздільнянська міська громада      | Виноградарська сільська рада      | Роздільнянський район     | 1924                     | 30(01.01.2015)    | 0,178      | 230,34            | 67491        | 4853            | 510739                                         |
|      | Новодмитрівка       | село   | Роздільнянська міська громада      | Буцинівська сільська рада         | Роздільнянський район     | 1856                     | 149(01.01.2016)   | 1,03       | 176,7             | 67486        | 4853            | 510738                                         |
|      | Новодмитрівка Друга | село   | Роздільнянська міська громада      | Виноградарська сільська рада      | Роздільнянський район     | 1924                     | 27(01.01.2015)    | 0,163      | 214,72            | 67479        | 4853            | 510739                                         |
|      | Новозаріцьке        | село   | Захарівська селищна громада        | Новозаріцька сільська рада        | Захарівський район        | 1857                     | 360               | 1,06       | 339,62            | 66721        | 4860            | 510904                                         |
|      | Новокостянтинівка   | село   | Степанівська сільська громада      | Марківська сільська рада          | Роздільнянський район     | 1887                     | 344(01.01.2018)   | 2,33       | 148,5             | 67410        | 4853            | 510751                                         |
|      | Новокрасне          | село   | Степанівська сільська громада      | Степанівська сільська рада        | Роздільнянський район     | 1887                     | 812(01.01.2019)   | 0,805      | 567,7             | 67430        | 4853            | 510756                                         |
|      | Новомиколаївка      | село   | Захарівська селищна громада        | Карабанівська сільська рада       | Захарівський район        | 1849                     | 149               | 0,64       | 232,81            | 66711        | 4860            | 510900                                         |
|      | Новоолександрівка   | село   | Великомихайлівська селищна громада | Новоолександрівська сільська рада | Великомихайлівський район | 1861                     | 446               | 1,18       | 377,97            | 67114        | 4859            | 510330                                         |
|      | Новопавлівка        | село   | Захарівська селищна громада        | Захарівська селищна рада          | Захарівський район        | 1791                     | 209               | 0,51       | 409,8             | 66703        | 4860            | 510341                                         |
|      | Новопавлівка        | село   | Цебриківська селищна громада       | Цебриківська селищна рада         | Великомихайлівський район | 1897                     | 17(01.01.2020)    | 0,15       | 60                | 67133        | 4859            | 510905                                         |
|      | Новопетрівка        | село   | Великомихайлівська селищна громада | Новопетрівська сільська рада      | Великомихайлівський район | 1823                     | 2091              | 3,42       | 611,4             | 67103        | 4859            | 510331                                         |
|      | Новороманівка       | село   | Цебриківська селищна громада       | Цебриківська селищна рада         | Великомихайлівський район | 1897                     | 50                | 0,617      | 81,04             | 67133        | 4859            | 510341                                         |
|      | Новосавицьке        | село   | Великоплосківська сільська громада | Новосавицька сільська рада        | Великомихайлівський район | 1815                     | 616               | 1,56       | 394,87            | 67143        | 4859            | 510332                                         |
|      | Новоселівка         | село   | Великомихайлівська селищна громада | Новоселівська сільська рада       | Великомихайлівський район | 1861                     | 497               | 1,32       | 376.52            | 67150        | 4859            | 510326                                         |
|      | Новоселівка         | село   | Роздільнянська міська громада      | Бецилівська сільська рада         | Роздільнянський район     | 1857                     | 176(01.01.2019)   | 0,846      | 268,32            | 67413        | 4853            | 510333                                         |
|      | Новоселівка         | село   | Цебриківська селищна громада       | Вишневська сільська рада          | Великомихайлівський район | 1787                     | 29                | 0,53       | 54,72             | 67123        | 4859            | 510737                                         |
|      | Новосільці          | село   | Лиманська селищна громада          | Щербанська сільська рада          | Роздільнянський район     | 1808                     | 166(01.01.2019)   | 0,225      | 880               | 67462        | 4853            | 510760                                         |
|      | Новоукраїнка        | село   | Роздільнянська міська громада      | Новоукраїнська сільська рада      | Роздільнянський район     | 1793                     | 999(01.01.2019)   | 4,074      | 253,31            | 67441        | 4853            | 510752                                         |
|      | Олег                | село   | Великоплосківська сільська громада | Слов'яносербська сільська рада    | Великомихайлівський район | 1920                     | 35                | 0,13       | 269,23            | 67142        | 4859            | 510337                                         |
|      | Олександрівка       | село   | Роздільнянська міська громада      | Калантаївська сільська рада       | Роздільнянський район     | 1924                     | 8(01.01.2018)     | 0,123      | 97,56             | 67447        | 4853            | 510747                                         |
|      | Оленівка            | село   | Захарівська селищна громада        | Цебриківська селищна рада         | Захарівський район        | 1857                     | 437               | 0,91       | 480,22            | 66710        | 4860            | 510341                                         |
|      | Оленівка            | село   | Цебриківська селищна громада       | Мар'янівська сільська рада        | Великомихайлівський район | 1897                     | 20(01.01.2020)    | 0,14       | 207,14            | 67133        | 4859            | 510903                                         |
|      | Ольжинове           | село   | Цебриківська селищна громада       | Цебриківська селищна рада         | Великомихайлівський район | 1856                     | 229(01.01.2020)   | 0,602      | 370,43            | 67131        | 4859            | 510341                                         |
|      | Онилове             | село   | Захарівська селищна громада        | Онилівська сільська рада          | Захарівський район        | 1893                     | 525               | 2,77       | 189,53            | 66722        | 4860            | 510906                                         |
|      | Орел                | село   | Великоплосківська сільська громада | Тростянецька сільська рада        | Великомихайлівський район | 1920                     | 142               | 0,37       | 383,78            | 67141        | 4859            | 510340                                         |
|      | Павлівка            | село   | Захарівська селищна громада        | Павлівська сільська рада          | Захарівський район        | 1823                     | 1021              | 2,07       | 493,2             | 66733        | 4860            | 510757                                         |
|      | Павлівка            | село   | Степанівська сільська громада      | Степанівська сільська рада        | Роздільнянський район     | 1856                     | 890(01.01.2019)   | 0,638      | 1156,74           | 67431        | 4853            | 510907                                         |
|      | Парканівка          | село   | Захарівська селищна громада        | Павлівська сільська рада          | Захарівський район        | 1823                     | 185               | 0,63       | 293,65            | 66733        | 4860            | 510907                                         |
|      | Парканці            | село   | Роздільнянська міська громада      | Старостинська сільська рада       | Роздільнянський район     | 1856                     | 101(01.01.2018)   | 0,751      | 138,48            | 67426        | 4853            | 510755                                         |
|      | Болгарка            | село   | Захарівська селищна громада        | Мар'янівська сільська рада        | Захарівський район        | 1857                     | 290               | 0,6        | 483,33            | 66710        | 4860            | 510908                                         |
|      | Перехрестове        | село   | Затишанська селищна громада        | Перехрестівська сільська рада     | Захарівський район        | 1876                     | 1035              | 1,9        | 257,89            | 66720        | 4860            | 510909                                         |
|      | Перехрестове Перше  | село   | Затишанська селищна громада        | Перехрестівська сільська рада     | Захарівський район        | 1876                     | 490               | 0,44       | 2352,27           | 66720        | 4860            | 510909                                         |
|      | Молдованка          | село   | Роздільнянська міська громада      | Виноградарська сільська рада      | Роздільнянський район     | 1920                     | 195(01.01.2015)   | 0,522      | 333,33            | 67492        | 4853            | 510739                                         |
|      | Перше Травня        | село   | Захарівська селищна громада        | Новозаріцька сільська рада        | Захарівський район        | 1857                     | 57                | 0,41       | 139,02            | 66721        | 4860            | 510904                                         |
|      | Першотравневе       | село   | Новоборисівська сільська громада   | Першотравнева сільська рада       | Великомихайлівський район | 1923                     | 395               | 0,6        | 658,33            | 67154        | 4859            | 510334                                         |
|      | Петрівка            | село   | Захарівська селищна громада        | Мар'янівська сільська рада        | Захарівський район        | 1857                     | 87                | 0,27       | 322,22            | 66710        | 4860            | 510751                                         |
|      | Петрівка            | село   | Затишанська селищна громада        | Перехрестівська сільська рада     | Захарівський район        | 1876                     | 9                 | 0,32       | 28,13             | 66720        | 4860            | 510903                                         |
|      | Петрівка            | село   | Степанівська сільська громада      | Марківська сільська рада          | Роздільнянський район     | 1924                     | 47(01.01.2018)    | 0,441      | 72,56             | 67400        | 4853            | 510909                                         |
|      | Петро-Євдокіївка    | село   | Роздільнянська міська громада      | Новоукраїнська сільська рада      | Роздільнянський район     | 1793                     | 162(01.01.2019)   | 1,217      | 144,62            | 67409        | 4853            | 510752                                         |
|      | Плавневе            | село   | Степанівська сільська громада      | Гаївська сільська рада            | Роздільнянський район     | 1944                     | 63(01.01.2019)    | 0,34       | 144,12            | 67415        | 4853            | 510740                                         |
|      | Платонівка          | село   | Великомихайлівська селищна громада | Великокомарівська сільська рада   | Великомихайлівський район | 1867                     | 16                | 0,5        | 32                | 67114        | 4859            | 510320                                         |
|      | Покровка            | село   | Великоплосківська сільська громада | Тростянецька сільська рада        | Великомихайлівський район | 1918                     | 10                | 0,22       | 45,45             | 67141        | 4859            | 510340                                         |
|      | Покровка            | село   | Роздільнянська міська громада      | Кам'янська сільська рада          | Роздільнянський район     | 1924                     | 448(01.01.2016)   | 1,282      | 353,35            | 67436        | 4853            | 510746                                         |
|      | Полезне             | село   | Великомихайлівська селищна громада | Полезненська сільська рада        | Великомихайлівський район | 1900                     | 749               | 1,366      | 548,32            | 67120        | 4859            | 510336                                         |
|      | Полішпакове         | село   | Новоборисівська сільська громада   | Полішпаківська сільська рада      | Великомихайлівський район | 1859                     | 375               | 1,43       | 262,24            | 67153        | 4859            | 510335                                         |
|      | Понятівка           | село   | Роздільнянська міська громада      | Понятівська сільська рада         | Роздільнянський район     | 1821                     | 892(01.01.2016)   | 2,195      | 393,62            | 67422        | 4853            | 510753                                         |
|      | Поплавка            | село   | Новоборисівська сільська громада   | Новоборисівська сільська рада     | Великомихайлівський район | 1890                     | 253               | 0,67       | 377,61            | 67121        | 4859            | 510329                                         |
|      | Поташенкове         | село   | Роздільнянська міська громада      | Єреміївська сільська рада         | Роздільнянський район     | 1824                     | 66(01.01.2015)    | 0,588      | 130,95            | 67438        | 4853            | 510744                                         |
|      | Преображенка        | село   | Новоборисівська сільська громада   | Новоборисівська сільська рада     | Великомихайлівський район | 1890                     | 7                 | 0,157      | 44,59             | 67121        | 4859            | 510329                                         |
|      | Привілля            | село   | Великоплосківська сільська громада | Тростянецька сільська рада        | Великомихайлівський район | 1918                     | 23                | 0,24       | 95,83             | 67141        | 4859            | 510340                                         |
|      | Привільне           | село   | Цебриківська селищна громада       | Вишневська сільська рада          | Великомихайлівський район | 1960                     | 261(01.01.2020)   | 0,19       | 1468,42           | 67123        | 4859            | 510326                                         |
|      | Путилівка           | село   | Новоборисівська сільська громада   | Новоборисівська сільська рада     | Великомихайлівський район | 1890                     | 85                | 0,137      | 620,44            | 67121        | 4859            | 510329                                         |
|      | Райки               | село   | Новоборисівська сільська громада   | Новоборисівська сільська рада     | Великомихайлівський район | 1890                     | 108               | 0,51       | 211,76            | 67122        | 4859            | 510329                                         |
|      | Розалівка           | село   | Степанівська сільська громада      | Яковлівська сільська рада         | Роздільнянський район     | 1797                     | 441(01.01.2018)   | 1,585      | 250,4             | 67412        | 4853            | 510761                                         |
|      | Росіянівка          | село   | Захарівська селищна громада        | Росіянівська сільська рада        | Захарівський район        | 1886                     | 728               | 2,87       | 253,66            | 66706        | 4860            | 510910                                         |
|      | Савчинське          | село   | Захарівська селищна громада        | Войничівська сільська рада        | Захарівський район        | 1838                     | 194               | 0,84       | 230,95            | 66744        | 4860            | 510896                                         |
|      | Самійлівка          | село   | Захарівська селищна громада        | Йосипівська сільська рада         | Захарівський район        | 1793                     | 107               | 0,56       | 191,07            | 66732        | 4860            | 510899                                         |
|      | Саханське           | село   | Цебриківська селищна громада       | Саханська сільська рада           | Ширяївський район         | 1893                     | 455(01.01.2020)   | 2,76       | 221,38            | 66842        | 4858            | 510937 (округ № 138)                           |
|      | Скинешори           | село   | Затишанська селищна громада        | Затишанська селищна рада          | Захарівський район        | 1865                     | 164               | 0,56       | 292,86            | 66741        | 4860            | 510897                                         |
|      | Слобідка            | село   | Роздільнянська міська громада      | Старостинська сільська рада       | Роздільнянський район     | 1896                     | 195(01.01.2018)   | 0,346      | 500               | 67427        | 4853            | 510755                                         |
|      | Слов'яносербка      | село   | Великоплосківська сільська громада | Слов'яносербська сільська рада    | Великомихайлівський район | 1862                     | 725               | 1,79       | 405,03            | 67142        | 4859            | 510337                                         |
|      | Сокорове            | село   | Цебриківська селищна громада       | Вишневська сільська рада          | Великомихайлівський район | 1960                     | 87(01.01.2020)    | 0,49       | 253,06            | 67123        | 4859            | 510326                                         |
|      | Соше-Острівське     | село   | Великомихайлівська селищна громада | Соше-Острівська сільська рада     | Великомихайлівський район | 1815                     | 637               | 1,56       | 408,33            | 67110        | 4859            | 510338                                         |
|      | Старокостянтинівка  | село   | Роздільнянська міська громада      | Бецилівська сільська рада         | Роздільнянський район     | 1795                     | 67(01.01.2019)    | 0,578      | 174,74            | 67444        | 4853            | 510736                                         |
|      | Старосілля          | село   | Роздільнянська міська громада      | Старостинська сільська рада       | Роздільнянський район     | 1921                     | 600(01.01.2018)   | 0,594      | 816,5             | 67420        | 4853            | 510754                                         |
|      | Степанівка          | село   | Степанівська сільська громада      | Степанівська сільська рада        | Роздільнянський район     | 1887                     | 1844(01.01.2019)  | 1,97       | 873,1             | 67430        | 4853            | 510756                                         |
|      | Степове             | село   | Лиманська селищна громада          | Степова сільська рада             | Роздільнянський район     | 1964                     | 1563(01.01.2019)  | 2,251      | 688,14            | 67451        | 4853            | 510758                                         |
|      | Стоянове            | село   | Великомихайлівська селищна громада | Стоянівська сільська рада         | Великомихайлівський район | 1815                     | 321               | 0,83       | 386,75            | 67113        | 4859            | 510339                                         |
|      | Стоянове            | село   | Захарівська селищна громада        | Захарівська селищна рада          | Захарівський район        | 1791                     | 283               | 0,81       | 349,38            | 66702        | 4860            | 510911                                         |
|      | Сухе                | село   | Роздільнянська міська громада      | Старостинська сільська рада       | Роздільнянський район     | 1887                     | 118(01.01.2018)   | 1,206      | 108,62            | 67428        | 4853            | 510755                                         |
|      | Торосове            | село   | Затишанська селищна громада        | Торосівська сільська рада         | Захарівський район        | 1857                     | 874               | 1,36       | 642,65            | 66743        | 4860            | 510901                                         |
|      | Три Криниці         | село   | Новоборисівська сільська громада   | Мигаївська сільська рада          | Великомихайлівський район | 1810                     | 26                | 0,43       | 60,47             | 67151        | 4859            | 510328                                         |
|      | Тростянець          | село   | Великоплосківська сільська громада | Тростянецька сільська рада        | Великомихайлівський район | 1921                     | 341               | 0,52       | 655,77            | 67141        | 4859            | 510340                                         |
|      | Трохимівка          | село   | Великомихайлівська селищна громада | Комарівська сільська рада         | Великомихайлівський район | 1870                     | 42                | 0,25       | 168               | 67111        | 4859            | 510327                                         |
|      | Труд-Гребеник       | село   | Степанівська сільська громада      | Гаївська сільська рада            | Роздільнянський район     | 1944                     | 0(01.01.2018)     | 0,366      | 0                 | 67411        | 4853            | 510740                                         |
|      | Труд-Куток          | село   | Степанівська сільська громада      | Степанівська сільська рада        | Роздільнянський район     | 1896                     | 189(01.01.2019)   | 0,594      | 464,65            | 67431        | 4853            | 510757                                         |
|      | Трудомирівка        | село   | Великомихайлівська селищна громада | Новоселівська сільська рада       | Великомихайлівський район | 1856                     | 33                | 0,36       | 91,67             | 67150        | 4859            | 510333                                         |
|      | Тятри               | село   | Новоборисівська сільська громада   | Новоборисівська сільська рада     | Великомихайлівський район | 1890                     | 60                | 0,286      | 209,79            | 67121        | 4859            | 510329                                         |
|      | Унтилівка           | село   | Захарівська селищна громада        | Йосипівська сільська рада         | Захарівський район        | 1793                     | 44                | 0,74       | 59,46             | 66732        | 4860            | 510899                                         |
|      | Федосіївка          | село   | Захарівська селищна громада        | Новозаріцька сільська рада        | Захарівський район        | 1857                     | 74                | 0,54       | 137,04            | 66721        | 4860            | 510904                                         |
|      | Фрасине             | село   | Великомихайлівська селищна громада | Полезненська сільська рада        | Великомихайлівський район | 1870                     | 43                | 0,558      | 77,06             | 67120        | 4859            | 510336                                         |
|      | Червона Стінка      | село   | Захарівська селищна громада        | Василівська сільська рада         | Захарівський район        | 1921                     | 31                | 0,23       | 134,78            | 66730        | 4860            | 510894                                         |
|      | Шевченкове          | село   | Роздільнянська міська громада      | Старостинська сільська рада       | Роздільнянський район     | 1856                     | 37(01.01.2018)    | 0,543      | 69,98             | 67421        | 4853            | 510755                                         |
|      | Шеметове            | село   | Роздільнянська міська громада      | Єреміївська сільська рада         | Роздільнянський район     | 1824                     | 195(01.01.2015)   | 1,028      | 158,56            | 67448        | 4853            | 510744                                         |
|      | Широке              | село   | Степанівська сільська громада      | Яковлівська сільська рада         | Роздільнянський район     | 1824                     | 115(01.01.2018)   | 0,747      | 133,87            | 67404        | 4853            | 510761                                         |
|      | Щербанка            | село   | Лиманська селищна громада          | Щербанська сільська рада          | Роздільнянський район     | 1808                     | 1436(01.01.2019)  | 0,902      | 1580,93           | 67462        | 4853            | 510760                                         |
|      | Юрківка             | село   | Великомихайлівська селищна громада | Юрківська сільська рада           | Великомихайлівський район | 1901                     | 77(01.01.2001)    | 0,75       | 102,67            | 67143        | 4859            | 510325                                         |
|      | Яковлівка           | село   | Степанівська сільська громада      | Яковлівська сільська рада         | Роздільнянський район     | 1824                     | 994(01.01.2018)   | 2,403      | 370,37            | 67412        | 4853            | 510761                                         |

Кольором виділені адмінцентри територіальних громад.